# Největší hity 2 (DVD Suchého a Šlitra)
Největší hity 2 (2007) je výběrové DVD Jiřího Suchého a Jiřího Šlitra. Obsahuje 51 písniček a 2 fragmenty komických scének z archivu Československé televize.
Spolu s prvním dílem vyšlo album již dvakrát v reedici jako 2DVD, nejprve v roce 2010 jako 93 největších hitů, v roce 2016 pak pod názvem Největší hity 1+2.

## Seznam písní
1. Mr. Rock a Mr. Roll – 1:41
zpívá Jiří Suchý
fragment z filmu Tanec kolem tance (režie: Radúz Činčera a Rudolf Krejčík, kamera: Vladimír Lorenc), Populárně vědecký film Praha 1960
2. Blues o stabilitě – 2:14
zpívá Waldemar Matuška, hraje Orchestr Ferdinanda Havlíka, řídí Ferdinand Havlík
televizní adaptace představení Zuzana je zase sama doma, vysíláno 25. 11. 1961 (režie: Eva Sadková, kamera: Eduard Landisch; Československá televize)
3. Koupil jsem si knot – 3:09
zpívá Jiří Suchý, na klavír hraje Jiří Šlitr
televizní adaptace představení Zuzana je zase sama doma (viz výše)
4. Bolí mě hlava – 1:50
zpívá Lubomír Lipský, hovoří Dagmar Sedláčková, hrají: Jiří Malásek – klavír, Jiří Bažant – klavír, Karel Turnovský – bicí, František Živný – kontrabas
pořad Herci a písničky, Československá televize 1961 (režie: Eva Sadková, kamera: Vladimír Opletal)
5. K smíchu toto představení – 2:37
zpívají Waldemar Matuška, Zdeněk Braunschläger, Ivan Dvořák, Václav Štekl, hraje Orchestr Ferdinanda Havlíka, řídí Ferdinand Havlík
televizní záznam divadelního představení Člověk z půdy (režie divadelního představení: Jiří Němeček, Jiří Vrba, režie záznamu: František Filip)
6. Dítě školou povinné – 1:08
zpívají Waldemar Matuška, Zdeněk Braunschläger, Rostislav Černý, Ivan Dvořák, Václav Štekl, hraje Orchestr Ferdinanda Havlíka, řídí Ferdinand Havlík
televizní záznam divadelního představení Člověk z půdy (viz výše)
7. Včera neděle byla – 2:48
zpívá Zuzana Stivínová
pořad Včera neděle byla, Československá televize 1963
8. Klementajn – 3:11 (tradicional / Jiří Suchý)
zpívá Jiří Suchý, tančí Balet Jiřího Blažka, hraje Orchestr Ferdinanda Havlíka, řídí Ferdinand Havlík
pořad Album Supraphonu 2, Československá televize 1963 (režie: Ivo Paukert, kamera Václav Hojda)
9. Dnes naposled – 4:11 (Jiří Šlitr / Pavel Kopta)
zpívá Hana Hegerová, hraje Orchestr Ferdinanda Havlíka, řídí Ferdinand Havlík
pořad Roháčovy a Svitáčkovy písničky, Československá televize 1963 (režie: Ján Roháč, Vladimír Svitáček, kamera: Jan Němeček)
10. Tu krásu nelze popsat slovy – 2:44
zpívá Jiří Suchý a Jiří Šlitr, hraje Orchestr Ferdinanda Havlíka, řídí Ferdinand Havlík
pořad Album Supraphonu 2 (viz výše)
11. Ticho a klid – 4:28
zpívá Karel Štědrý, účinkuje Jiří Lír, tančí baletní soubor Československé televize, hraje Orchestr Karla Vlacha, řídí Karel Vlach
pořad Ticho a klid, Československá televize 1963 (režie: Boris Moravec, kamera: Jiří Kadaňka)
12. Oči sněhem zaváté – 2:15
zpívá Karel Gott, hraje Orchestr Karla Vlacha, řídí Karel Vlach
pořad Album Supraphonu 3, Československá televize 1964 (režie: Ivo Paukert, kamera: Miroslav Pelc)
13. Pro Kiki – 1:23
zpívá Hana Hegerová, tančí baletní soubor Československé televize, hraje Orchestr Karla Vlacha, řídí Karel Vlach
pořad Album Supraphonu 3 (viz výše)
14. Aristofanes – 2:44
zpívá Pavlína Filipovská, hraje TOČR, řídí Karel Krautgartner
pořad Vysílá Studio A, Československá televize 1964 (režie: Jaromír Vašta, kamera: Josef Barták)
15. Buď mi věrná moje milá – 2:24
zpívají Jiří Suchý a Jiří Šlitr, hraje TOČR, řídí Karel Krautgartner
pořad Vysílá Studio A (viz výše)
16. Na vrata přibili můj stín – 2:49
zpívá Jiří Suchý, hraje Orchestr divadla Semafor
pořad Zadáno pro Semafor, Československá televize 1965 (režie: František Filip, kamera: Vladimír Opletal)
17. Tereza – 1:24
zpívá Waldemar Matuška, hrají: Rudolf Rokl – klavír a Skupina Rudolfa Rokla
pořad Album Supraphonu 4, Československá televize 1965 (režie: Ivo Paukert, kamera: Václav Hojda)
18. Blues o světle – 3:40
zpívá Jiří Suchý, hraje Skupina Jiřího Bažanta
pořad Recital, Československá televize 1965 (režie: Ján Roháč, kamera: Stanislav Milota)
19. Big Bad John – 1:30
zpívá Jiří Šlitr, hraje Skupina Jiřího Bažanta
pořad Recital (viz výše)
20. Tento tón – 1:32
zpívá a na klavír hraje Jiří Suchý, účinkuje balet Divadla ABC a Alhambra, hraje Skupina Jiřího Bažanta
pořad Recital (viz výše)
21. Anna von Clève – 2:37
zpívá Jiří Suchý, hraje Skupina Jiřího Bažanta
pořad Recital (viz výše)
22. Vyletěl jsem ze dveří – 2:52
zpívá Jiří Suchý, hraje Orchestr divadla Semafor
pořad Benefice Semafor Suchý Šlitr, Československá televize 1965 (tento pořad se zachoval pouze na soukromém záznamu na VHS)
23. Ukrejvám rozpaky – 3:21
zpívají Milan Drobný a Helena Blehárová, hraje Orchestr divadla Semafor
pořad Benefice (viz výše)
24. Hrozná tragedie s máslem – 4:07
zpívá Jiří Šlitr, hraje Orchestr divadla Semafor
pořad Benefice (viz výše)
25. Toulaví zpěváci – 2:26
zpívají Jiří Suchý a Magda Křížková, hraje Orchestr divadla Semafor
pořad Benefice (viz výše)
26. Rekomando blues – 2:48
zpívá Jiří Suchý, hraje Orchestr Dalibora Brázdy
televizní film Dobře placená procházka, Československá televize 1966 (režie Miloš Forman a Ján Roháč, kamera: Jaroslav Kučera)
27. Ty jsi ta nejkrásnější krajina co znám – 2:20
zpívají René Gabzdyl a Eva Pilarová, hraje Orchestr Dalibora Brázdy
televizní film Dobře placená procházka (viz výše)
28. Ty jsi ta nejkrásnější krajina co znám (parodie) – 1:32
zpívají Jiří Šlitr a Hana Hegerová, hraje Orchestr Dalibora Brázdy
televizní film Dobře placená procházka (viz výše)
29. Já kolem tebe chtěl bych kroužit – 1:22
zpívají Jiří Šlitr a Hana Hegerová, hraje Orchestr Dalibora Brázdy
televizní film Dobře placená procházka (viz výše)
30. Kapitáne, kam s tou lodí – 1:05
zpívá Pavlína Filipovská, hraje TOČR, řídí Josef Votruba
pořad Vysílá Studio A, Československá televize 1966 (režie: Jaromír Vašta, kamera: Josef Motejl)
31. Modré džínsy – 0:55
zpívá Jiří Suchý, tančí balet Československé televize, hraje Orchestr Ferdinanda Havlíka, řídí Ferdinand Havlík
pořad Album Supraphonu 5, Československá televize 1967 (režie: Ivo Paukert, kamera: Jiří Lebeda)
32. Princip Silvestra a scénka o skotech – 8:09
hovoří Jiří Šlitr a Jiří Suchý
pořad Na dejchánku v Semaforu, Československá televize 1967 (režie: Ivo Paukert, kamera: Jiří Lebeda)
33. Modrý tričko – 3:30
zpívají Naďa Urbánková a Milan Drobný, hraje Orchestr divadla Semafor
pořad Na dejchánku v Semaforu (viz výše)
34. V kašně – 2:13
zpívají Jiří Suchý a Jiří Šlitr, hraje Orchestr divadla Semafor
pořad Na dejchánku v Semaforu (viz výše)
35. Ty jsi švarná – 1:57
zpívají Jiří Šlitr a Eva Pilarová, hraje Orchestr Dalibora Brázdy
pořad Album Supraphonu 5 (viz výše)
36. Amfora – 2:15
zpívají Naďa Urbánková a Eva Pilarová, hovoří Jiří Šlitr, hraje TOČR, řídí Josef Votruba
pořad Sněhy loňské a starší, Československá televize 1983
37. Štriptejz – 1:25
hovoří a tančí Jiří Suchý, Jiří Šlitr a Petra Černocká
pořad To je šoubyznys, Československá televize 1969 (scéna z kabaretu Jonáš a dr. Matrace 1969)
38. Růže růžová – 3:31
zpívá Milan Drobný, hraje Orchestr Karla Krautgartnera, řídí Josef Votruba
pořad Z pohádky do pohádky, Československá televize 1968 (režie: Alexej Nosek, kamera: Josef Motejl)
39. Pudivín – 3:00
zpívá Naďa Urbánková, hraje Orchestr divadla Semafor
pořad Jak se máte, co děláte?, Československá televize 1968 (režie: František Filip)
40. Teplé prádlo – 2:05
zpívá Jiří Šlitr, hraje Orchestr divadla Semafor
pořad Jak se máte, co děláte? (viz výše)
41. Sedm dárků – 2:17
zpívá Jiří Šlitr, hraje Orchestr divadla Semafor
pořad Jak se máte, co děláte? (viz výše)
42. Písnička pro kočku – 3:40
zpívá Milan Drobný, účinkuje Milena Zahrynowská a baletní soubor Československé televize
pořad Silvestr 1968, Československá televize 1968
43. Píseň o koni – 1:24 (Jiří Šlitr / William Shakespeare, český překlad Jan Vladislav)
zpívají Jiří Suchý a Jiří Šlitr, hraje Orchestr Ferdinanda Havlíka, řídí Ferdinand Havlík
pořad Jizvy, jiskry, jistoty, Československá televize 1968 (režie: Václav Seyček)
44. Pět strun – 2:25
zpívá Karel Effa
pořad Písničky ke kávě, Československá televize 1972 (režie Ivan Roch, kamera Jan Osten)
45. Škoda lásky a Lípa zelená – 1:26 (Jaromír Vejvoda, Ferdinand Havlík / Jiří Suchý)
zpívá a na saxofon hraje Jitka Molavcová, hraje Swing Band Ferdinanda Havlíka, řídí Ferdinand Havlík
pořad Večírek nejen pro zvané 3, Československá televize 1990 (režie: Vladimír Drha, kamera: Jan Matiášek)
46. Kdo chce psa bít – 2:03
zpívají Jitka Molavcová a Jiří Suchý, hraje Swing Band Ferdinanda Havlíka, řídí Ferdinand Havlík
pořad Večírek nejen pro zvané 3 (viz výše)
47. Jehličí – 2:38
zpívají Jiří Suchý, Václav Kopta, Tomáš Trapl, Jiří Datel Novotný, hraje Swing Band Ferdinanda Havlíka, řídí Ferdinand Havlík
pořad Večírek nejen pro zvané 5, Československá televize 1990 (režie: Vladimír Drha, kamera: Jan Matiášek)
48. Letecká – 3:41 (Ferdinand Havlík / Jiří Suchý)
zpívají hostesky divadla Semafor, uvádí Václav Kopta, hraje Swing Band Ferdinanda Havlíka, řídí Ferdinand Havlík
pořad Večírek nejen pro zvané 15, Československá televize 1991 (režie: Vladimír Drha, Zdeněk Všelicha, kamera: Jan Matiášek)
49. Nedáme se otrávit – 3:27 (Sláva E. Nováček / Jiří Voskovec a Jan Werich)
zpívají Jitka Molavcová a Jiří Suchý, účinkují hostesky divadla Semafor, hraje Swing Band Ferdinanda Havlíka, řídí Ferdinand Havlík
pořad Večírek nejen pro zvané 14, Československá televize 1991 (režie: Vladimír Drha, Zdeněk Všelicha, kamera: Jan Matiášek)
50. Líbej mě víc (bonus) – 1:44
zpívá Jiří Šlitr (demo snímek, poslední záznam hlasu Jiřího Šlitra)
Československá televize 1969
51. Stříbrná tramvaj (bonus) – 2:00
zpívá Jitka Molavcová, hraje Orchestr divadla Semafor
pořad Plakala panna plakala 11, Československá televize 1970 (režie: Pavel Kopta, kamera: Jiří Lebeda)
52. Purpura (bonus) – 2:56
zpívá Jiří Suchý a soubor divadla Semafor, hraje Orchestr divadla Semafor
pořad Plakala panna plakala 11 (viz výše)
53. Jehličí (bonus) – 1:47
zpívá soubor divadla Semafor, hraje Orchestr divadla Semafor
pořad Plakala panna plakala 11 (viz výše)

Pokud není uvedeno jinak je autorem hudby Jiří Šlitr a autorem textu písně Jiří Suchý.